# Abiego
Abiego és un municipi espanyol de la comarca Somontano de Barbastre, província d'Osca, Aragó. Està situat part en pla i part en el pendent d'un turó, a l'esquerra del riu Alcanadre, lluny d'Osca a 35 km.
Part del seu terme municipal està ocupat pel  Parc Natural de la Serra i Canons de Guara.
La temperatura mitjana anual és de 12,7° i la precipitació anual, 650 mm.

## Nuclis associats
- Alberuela de Laliena[2]

## Història
- El seu nom, Al-Byego deriva del castell musulmà que dominava la comarca de la Barbitania
- Del rei amb tenentes de 1101 fins a abril de 1181 (UBIETO ARTETA, Els Tenentes, pàg. 123)
- El 28 de juny de 1322 el rei Jaume II d'Aragó va lliurar el castell i vila de Abiego a Sibil·la de Antillón perquè el tingués tota la vida i després de la seva mort, fins que se li saldés el deute de 7.000 maravedís (SINUÉS, núm. 1)
- 1960 - 1970 se li incorpora 'Alberuela de la Liena'
- En 1977:
  - S'inaugura la pavimentació de tots els carrers
  - Col·locació de voreres en les carreteres
  - Construcció a la plaça del Val d'un complex recreatiu amb pista de ball i local-bar
- En 1979 es van fer millores municipals i adaptació de les vies per al trànsit
- En 1981 es va inaugurar la nova Casa Consistorial

## Administració

### Últims alcaldes d'Abiego
| Periòde   | Alcalde               | Partit |  |
| --------- | --------------------- | ------ |  |
| 1979-1983 | José Porta Conte      | PP     |  |
| 1983-1987 | José Porta Conte      | PP     |  |
| 1987-1991 | José Porta Conte      | PP     |  |
| 1991-1995 | Felipe Monclús Puente | PP     |  |
| 1995-1999 | Felipe Monclús Puente | PP     |  |
| 1999-2003 | Felipe Monclús Puente | PP     |  |
| 2003-2007 | Felipe Monclús Puente | PP     |  |
| 2007-2011 |                       | PP     |  |
| 2011-2015 | Felipe Monclús Puente | PP     |  |

### Resultats electorals
| Eleccions municipals |      |      |      |
| Partit               | 2003 | 2007 | 2011 |
| PP                   | 5    | 5    | 5    |
| PSOE                 | 2    | 2    | 2    |
| Total                | 7    | 7    | 7    |

## Demografia
| 1900 | 1910 | 1930 | 1940 | 1950 | 1960 | 1970 | 1981 | 1986 | 1992 | 1999 | 2004 | 2006 |
| ---- | ---- | ---- | ---- | ---- | ---- | ---- | ---- | ---- | ---- | ---- | ---- | ---- |
| 990  | 930  | 770  | 578  | 495  | 388  | 453  | 352  | 349  | 314  | 290  | 288  | 282  |

## Monuments
- Parròquia Col·legiata dedicada a Santa Maria la Gran (Segle XVI. Gòtic rural tardà aragonès)
  - nau única, amb planta de creu llatina
  - La portada i l'atri són d'estilo plateresc
- Ermita de Sant Domingo de Silos
- Ermita de Sant Sebastià
- Convent de Sant Joaquín
  - únic d'estil colonial a Aragó

## Cultura
- Monument al Segle XX, de Ulrich Ruckriem
  - sèrie de pedres de granit montades sense un ordre determinat però en equilibri amb l'entorn
- Font pública amb l'abeurador i safareig, construït al Segle XVIII
- La Torreta 
  - torre de vigilància àrab
- Pont romà sobre el riu Alcanadre
- Pont medieval d'arc ogival
- Piscina natural que es forma al voltant de la resta del mur pertanyent a la presa que movia l'antic molí d'agua
- Pont Les aigües
- Casa Blecua, Aniés, Paul, Isarre o Del Riu
  - arquitectura popular d'aquesta població

## Esports
- El riu Alcanadre en aquest tram d'Abiego posseeix un vedat de pesca amb abundant truita comuna
- Població per la que circula el Gran Recorregut; GR 45 Senderos del Somontano

## Festes
- Dia 20 al 22 de febrer, en honor de Sant Sebastià i Sant Fabià
- Dia 16 al 19 d'agost en honor de Sant Joaquín (patronals)
- Dia 12 de maig romería al Pueyo amb la bandera